# Fujiwo Ishimoto
Fujiwo Ishimoto, född 10 mars 1941
i Tobe, Ehime, är en japanskfödd finländsk keramiker och textilformgivare.
Ishimoto växte upp i en liten by i Ehime prefektur och utbildade sig till grafiker vid Tokyos universitet för konst och musik 1960–1964. Efter studierna arbetade han inom marknadsföring och grafisk formgivning för ett textilföretag samt med inredning och skyltning i kimonobutiker. Han bosatte sig i Finland 1970 och började sin karriär vid företaget Décembre som tillverkade väskor för Marimekko. Fyra år senare anställdes han som designer vid Marimekko där han var verksam till 2006 och tog fram över 300 textiltryck, ofta inspirerade av naturen. Sitt allra första mönster, Kuja från 1976, baserade han på väggmålningarna i en liten polsk by. Sedan 1978 är han medlem i Ornamo.
Sedan 1989 arbetar han även med keramik vid Arabias konstavdelning där han bland annat dekorerade matservisen Illusia, formgiven av Heikki Orvola till företagets 125-årsjubileum.
Ishimoto är representerad bland annat på Röhsska museet[källa behövs] i Göteborg, Designmuseet i Helsingfors, Cooper-Hewitt, National Design Museum i New York och Art Institute of Chicago.

## Priser och utmärkelser
- 1991 – Finska statens konstindustripris
- 1994 – Kaj Franck-priset
- 1997 – Helsingfors stads kulturpris
- 2010 – Pro Finlandia[3]
- 2011 – Uppgående solens orden[4]